# Coccophagus avetianae
Coccophagus avetianae är en stekelart som beskrevs av Yasnosh och Herthevtzian 1972. Coccophagus avetianae ingår i släktet Coccophagus och familjen växtlussteklar.
Artens utbredningsområde är Armenien. Inga underarter finns listade i Catalogue of Life.